# Ba'quba
Baʿqūba (in arabo بعقوبة‎? BGN Ba‘qūba; scritta anche Baquba o Baqouba) è la capitale del governatorato iracheno di Diyala.
La città si trova circa 50 km a nord-est di Baghdad, sul fiume Diyala, poco fuori dal cosiddetto triangolo sunnita. Nel 2003 aveva una popolazione stimata di circa 467 900 persone.
Il sito è stato abitato in modo continuativo fin dall'epoca pre-islamica come centro agricolo e commerciale. Il nome stesso si pensa discenda dall'assiro-aramaico Baya 'quba, che significa "casa di Giacobbe".
Baʿqūba fu una stazione di posta tra Baghdad e Khorasan sulla via della seta medievale. Al tempo del califfato abbaside era nota per la frutta che produceva. Situata sulla rotta principale che univa Baghdad e l'Iran, è ancora oggi un importante centro agricolo, noto per i suoi aranceti.

## Storia
Molti cristiani fuggirono a Baʿqūba durante la prima guerra mondiale, scappando dalle persecuzioni turche, curde e persiane.
Fuori città fu stabilito un campo profughi che ospitava tra i 40 000 ed i 50 000 rifugiati.

## Storia recente
Nel corso dell'invasione statunitense dell'Iraq, Baʿqūba fu teatro di alcuni scontri della guerriglia assieme alle enclavi sunnite di Falluja, Ramadi e Samarra. Fu qui che si combatté lo scontro più duro nel corso dell'insurrezione del 24 giugno 2004. Al-Jama'at al-Tawhid wa al-Jihad, guidato da Abu Mus'ab al-Zarqawi, si prese la responsabilità degli attacchi.
Quando gli insorti sembravano sotto controllo gli ufficiali iracheni e statunitensi dichiararono l'8 giugno 2006 che al-Zarqawi era stato ucciso durante un bombardamento 8 km a nord di Baquba. Alla fine del 2006 Baʿqūba e buona parte della provincia di Diyala era in mano ai sunniti. Il 3 gennaio 2007 fu dichiarato caduto il governo di Baʿqūba, lasciando la città in mano degli insorti che osteggiavano gli americani nella Guerra in Iraq. Nel gennaio 2007 si disse che gli insorti sunniti avevano rapito il sindaco e fatto esplodere il suo ufficio. Al suo culmine la città raggiunse 460 000 abitanti, ma un'analisi del febbraio 2007 parlava di una città fantasma.
Il 19 giugno 2007 gli americani sferrarono un grosso attacco contro Baʿqūba. L'offensiva, chiamata "Operation Arrowhead Ripper", coinvolse circa 10 000 soldati della coalizione.